# بريور (آن)
بريور (بالفرنسية: Briord)‏ هي بلدية فرنسية تقع في إقليم الآن في فرنسا. رمز إنسي لها هو:1064. أما الرمز البريدي لها فهو: 1470.